# Jean Joseph André Montjallard
Jean Joseph André Montjallard, né le 9 février 1740 à Simiane et mort le 18 août 1791 à Paris, est un ecclésiastique français, député du clergé aux États généraux de 1789.
Représentant du clergé de la sénéchaussée de Toulon aux États généraux, il est d'abord un soutien de la Révolution française mais il évolue vers la droite et se suicide en se défenestrant le 18 août 1791.

## Biographie
Jean Joseph André Montjallard est né le 9 février 1740 à Simiane,,.
Il est d'abord prêtre dans le diocèse d'Apt, avant d'être nommé en 1776 curé de Barjols,,,,,.
Le 7 avril 1789, il est élu député du clergé aux États généraux par les sénéchaussées de Toulon, Brignoles et Hyères,,,,,. Il est le second député élu par le clergé de cette sénéchaussée, élu au premier tour du second scrutin. Pourtant, son élection est entachée d'illégalité. En effet, lors de l'assemblée de la sénéchaussée de Brignoles le 30 mars 1789, il n'avait pas été élu par le clergé comme électeur pour participer à l'assemblée de la sénéchaussée de Toulon. Ce préalable nécessaire non accompli, il n'aurait donc normalement pas pu être élu député aux États généraux,.
À l'Assemblée nationale constituante, il vote le 19 juin 1789 avec la majorité des membres du clergé pour la vérification des pouvoirs en commun,, et remet ses pouvoirs devant l'Assemblée le 24 juin,.
Le 28 décembre 1790, en compagnie de Talleyrand et de Philippe Leborlhe de Grandpré, il prête en séance à la tribune le serment à la Constitution civile du clergé,,.
Toutefois, il évolue ensuite la droite,, comme le montre sa correspondance. Désespéré, semble-t-il, par ses positions politiques précédentes, il se suicide le 18 août 1791 en se jetant par la fenêtre, du troisième étage de l'hôtel Royal, 81 rue Saint-Marc à Paris, où il loge,,.

#### Sources datant de la Révolution française
- Détail de la mort tragique d'un député à l'Assemblée nationale qui s'est tué lui-même rue S. Marc, avec la déclaration qu'il a laissé par écrit, Paris, Imprimerie de Laurent, 1791, 8 p.
- Edmond Poupé, « Lettres de l'abbé Montjallard, curé de Barjols, député à l'Assemblée Constituante », Bulletin de la Société d'études scientifiques et archéologiques de la ville de Draguignan,‎ 1914, p. XCI-CIII (lire en ligne).

#### Études historiques
- Adolphe Robert, Edgar Bourloton et Gaston Cougny (dir.), Dictionnaire des parlementaires français : comprenant tous les membres des assemblées françaises et tous les ministres français depuis le 1er mai 1789 jusqu'au 1er mai 1889, t. IV : Lav-Pla, Paris, Bourloton, 1891 (lire en ligne), p. 418-419.
- Octave Teissier, Les députés de la Provence à l'Assemblée nationale de 1789, Draguignan, L. Queyrot, 1897 (lire en ligne), p. 78-80.
- Jules Viguier, La Convocation des États généraux en Provence, Paris, Lenoir, 1896 (lire en ligne).